# تاداتوشی آبه
تاداتوشی آبه (انگلیسی: Tadatoshi Abe؛ زادهٔ ۲۴ دسامبر ۱۹۳۱) بازیکن هاکی روی چمن اهل ژاپن است.